# Ријеке
Ријеке је насељено мјесто у општини Хан Пијесак, Република Српска, БиХ. Према попису становништва из 1991. у насељу је живјело 130 становника.

## Историја
У селу се налази православна некропола стећака. Сачувано 12 стећака у облику саркофага и сандука.

## Становништво
| Демографија | Демографија | Демографија |
| Година      | Становника  | Становника  |
| ----------- | ----------- | ----------- |
| 1948.       | 69          |             |
| 1953.       | 105         |             |
| 1961.       | 107         |             |
| 1971.       | 123         |             |
| 1981.       | 120         |             |
| 1991.       | 130         |             |